# As Aventuras de Adiboo no Corpo Humano
Adibou : Aventure dans le corps humain (PT: As Aventuras de Adiboo no Corpo Humano) é uma série de animação infantil francesa com 40 episódios de cinco minutos baseado no personagem Adi, a série foi produzida por Jean-Luc François, e a banda sonora composta por Olivier Aussudre e distribuída entre 19 de fevereiro até 13 de abril de 2007  no canal France 5. Em Portugal a série foi emitida pela RTP.

## Enredo
No planeta Celesta, o curioso jovem Adibou levanta questões de como é o funcionamento do corpo humano. Robitoc o seu amigo, que tem todas as respostas, convida-o a visitar o corpo a bordo de sua nave para o ensinar.

## Episódios
1. Por que meu coração bate ?
2. Por que o sangue é vermelho ?
3. Por que eu tenho uma febre ?
4. Por que eu estou parado ?
5. Por que eu  meus bíceps crescem ?
6. Por que eu me movo ?
7. Por que eu tenho uma crosta ?
8. Por que eu tenho arrepios ?
9. Por que devo me lavar ?
10. Por que eu amo o açúcar ?
11. Por que eu não tenho a pele azul ?
12. Por que eu tenho cabelo em todos os lugares ?
13. Por que meu cabelo cresce ?
14. Não vejo, por que ?
15. Por que não consigo ver no escuro ?
16. Por que eu choro ?
17. Por que eu ouço ?
18. Por que eu tenho um coração ruim no carro ?
19. Por que eu tapei as orelhas ?
20. Por que tenho odores ?
21. Por que eu tenho melecas ?
22. Por que eu canto ?
23. Por que eu tenho dor de dente ?
24. Por que eu perdi um dente ?
25. Por que eu transpiro ?
26. Por que eu estou com fome ?
27. Por que eu salivo ?
28. Por que eu arroto e peido ?
29. Por que eu me sujo ?
30. Por que eu faço xixi ?
31. Por que eu respiro ?
32. Por que eu estou sem fôlego ?
33. Por que posso controlar o meus movimentos ?
34. Por que machuca ?
35. Por que eu durmo ?
36. Por que eu tenho varicela ?
37. Por que eu deveria ser vacinado ?
38. Por que comer tudo ?
39. Por que eu tenho olhos verdes ?
40. Por que eu soluço ?

## Dobragem Portuguesa
- Tradução: Alexandra Cruz
- Direcção musical: Paula Fonseca
- Direcção de dobragem: Joel Constantino
- Interpretação: Joel Constantino, Sandra Castro, Paula Fonseca
- Áudio: Tiago Silva
- Produção: Michele Lopes
- RTP - Produção